# Брукингс
Окръг Брукингс (на английски: Brookings County) е окръг в щата Южна Дакота, Съединени американски щати. Площта му е 2084 km², а населението - 34 255 души (2017). Административен център е град Брукингс.